# Galleywood
Galleywood is een civil parish in het bestuurlijke gebied Chelmsford, in het Engelse graafschap Essex. De plaats telt 5738 inwoners.